# Etbaal I
Etbaal I (en hebreu אֶתְבַּ֙עַל֙ ʾEṯbaʿal) o també Ithobaal va ser rei de Tir de l'any 878 aC al 847 aC.
Era sacerdot d'Astarte, i va fundar una nova dinastia a Tir quan va enderrocar al rei Fel·les, que abans havia assassinat al seu germà Astarimos per ocupar el tron. Va viure seixanta-vuit anys i va regnar trenta-dos anys. Sota el seu regnat, Tir va estendre la seva influència i poder per tota la regió de Fenícia, i va estendre el comerç des de Tir amb tot el món mediterrani. Va tenir excel·lents relacions amb els reis d'Israel. Només va tenir una amenaça, relacionada amb el poder hegemònic dels assiris.
Etbaal va tenir 2 fills:
- Baal-Eser II o Badezor, o Badezir, rei de Tir.
- Jezabel, futura reina d'Israel, que es va casar amb Acab, fill d'Omrí, rei d'Israel.[3]